# 東方總計畫
東方總計畫（德語：Generalplan Ost）是納粹德國製作的一份計劃，主要內容是圍繞波蘭戰役和蘇德戰爭之後如何處置佔領地區。德國計劃通過移民使得這些地區德國化，並流放斯拉夫人。東方總計畫誕生於1941年巴巴羅薩作戰開始之時。具體內容是將波蘭及俄羅斯的3,000萬—5,000萬斯拉夫人強制遷移至西伯利亞等地，以戰爭、飢荒等方式減少斯拉夫人的人口，同時消滅猶太人，而因人口減少所產生的空地則由德國人移民所補充。德國最早計劃25年內移民490萬人，但即使如此也面臨人數不足，因此後來德國改決定將立陶宛人和拉脫維亞人等民族留在當地，後來由於苏联军队在莫斯科和斯大林格勒战胜德军并开始反攻，該計劃實際幾乎沒有實施。